# Malý Kiar
Malý Kiar je sídlo v Nitranském kraji, městská část Levic. Do roku 1975 to byla samostatná obec.

## Historie
První písemná zmínka o obci pochází z let 1242-1272, kdy ji vlastnili Somonyiové. Tehdy je uváděna jako zničená. V roce 1290 ji výměnou za půdu v Hrkovcích získal comes Adorján. Roku 1392 se dostala do vlastnictví mistra Štěpána, syna Leököse, a v 15. století byla majetkem Petera Čecha Levického. Z obce pocházel rod Kéryů. Gašpar Kéry se v roce 1531 podílel na úspěšné obraně města Jajce před Turky a comes František Kéry se v roce 1599 stal podžupanem hontianské župy. V roce 1554 se v obci nacházely dva rybníky.
Po bitvě u Moháče se jih Slovenska ocitl na hranici mezi křesťanským a islámským světem. Malý Kiar připadl do hontianského náhije, jedné z tureckých územně-správních jednotek. Podle daňových soupisů v obci v roce 1664 stálo 16 domů a v nich žilo 19 obyvatel. Jejich hlavním zdrojem obživy bylo zemědělství, chov dobytka a včelařství.
V roce 1581 po náboženském sporu v Čepregu se obec přidala na stranu reformované křesťanské církve. Od roku 1608 spadala obec do tekovského seniorátu. V 1. polovině 19. století měli vyučování v obci nastarosti tzv. černí bratři, kteří pečovali o majetky grófa Majlátha. Černí bratři byli piaristé, kteří se starali o gymnázium v Levici. V roce 1868 došlo v obci ke zřízené katolické lidové školy. V roce 1920 zde v 98 domech žilo 258 obyvatel, v obci stávala také vápenka. Za druhé světové války byl Malý Kiar součástí Maďarska. Od 1. ledna 1976 se obec součástí města Levice.

## Pamětihodnosti
- Kostel sv. Jana Nepomuckého